# Stenohippus maculifemur
Stenohippus maculifemur är en insektsart som beskrevs av Nicholas David Jago 1996. Stenohippus maculifemur ingår i släktet Stenohippus och familjen gräshoppor. Inga underarter finns listade i Catalogue of Life.